# 경희학교
경희학교는 경상북도 경주시 동천동에 있는 공립 특수학교이다. 지적장애 학생을 위한 특수교육기관으로 유치부, 초등부, 중학부, 고등부, 전공과를 두고 있다.

## 연혁
- 1983년 3월 25일 : 개교